# Restituto Brito
Restituto Rodolfo Brito (nacido en la provincia de Córdoba, 7 de diciembre de 1929 - ?) fue un exfutbolista argentino. Se desempeñaba como mediocampista y su primer club fue Belgrano de Córdoba.

## Carrera

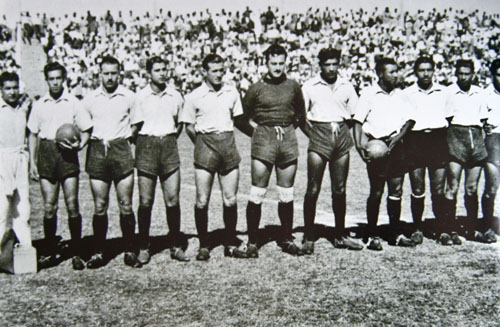
Belgrano de Córdoba en 1947. De derecha a izquierda: Renato Restelli, Miguel Ortega, Héctor Carrizo, Orlando Ferrari, Lorenzo Cuello, Restituto Brito, César Carabajal, Oscar Peralta, José Beascochega, Justo Coria.

Luego de integrar el plantel de Belgrano campeón de la Liga Cordobesa en 1947, Brito fue contratado por Rosario Central para disputar el Campeonato de Primera División; este mediocampista central debutó con la casaca auriazul en un encuentro ante Platense, triunfo canalla 6-2 en cotejo válido por la segunda fecha del Campeonato 1948; ese año jugó 18 partidos para el cuadro rosarino. La temporada siguiente contó con un interesante aporte suyo, disputando 22 de los 34 encuentros del torneo. En 1950 pasó a ser suplente de Alfredo Ricardo Pérez, jugando sólo tres partidos. Convirtió 5 goles hasta dicho año en Central, todos ellos ejecuciones desde el punto penal. Al haber perdido la categoría merced a haber ocupado el último puesto de la tabla, Brito integró el equipo campeón de Segunda División 1951, aportando diez presencias y un tanto convertido, logrando de esta forma un rápido retorno a la máxima divisional. En 1953 jugó en Sarmiento de Junín.

## Clubes
| Club               | País      | Año       |
| ------------------ | --------- | --------- |
| Belgrano           | Argentina | 1947      |
| Rosario Central    | Argentina | 1948-1951 |
| Sarmiento de Junín | Argentina | 1953      |

## Palmarés

### Títulos nacionales
| Equipo          | País      | Título           | Año  |
| --------------- | --------- | ---------------- | ---- |
| Rosario Central | Argentina | Segunda División | 1951 |

### Títulos regionales
| Equipo   | Liga      | País      | Título           | Año  |
| -------- | --------- | --------- | ---------------- | ---- |
| Belgrano | Cordobesa | Argentina | Primera División | 1947 |